# Voetbalkampioenschap van Lübeck-Mecklenburg 1929/30
In 1929/30 werd het zevende voetbalkampioenschap van Lübeck-Mecklenburg gespeeld, dat georganiseerd werd door de Noord-Duitse voetbalbond.
Na één jaar onderbreking werd er opnieuw een competitie gespeeld. Het voorgaande seizoen vond er een revolutie plaats in Noord-Duitsland omdat de grote clubs vonden dat de vele competities het niveau van de clubs niet ten goede kwam op nationaal vlak. Zij richtten een eigen competitie op met tien clubs. De voetbalbond gaf ten dele gehoor aan de rebellen, die voornamelijk uit de competitie van Groot-Hamburg kwamen, al werd hun doel niet helemaal bereikt. De elf bestaande competitie werden herleid naar zes competities. Voor Lübeck-Mecklenburg veranderde er weinig. Tot 1927 werd er maar één reeks gespeeld en de twee reeksen van seizoen 1927/28 werden opnieuw samengevoegd tot één reeks Wezer-Jade. Criteria was de ranking in het seizoen 1927/28, de vier beste teams van elke groep kwalificeerden zich.
Lübecker BV Phönix 03 werd kampioen en plaatste zich voor de Noord-Duitse eindronde. Vanaf nu mocht ook de vicekampioen naar de eindronde, waardoor VfL Schwerin zich ook plaatste. Schwerin verloor in de voorronde van FC Union 03 Altona. Phönix versloeg Bremer SV 06 en werd dan voor Hamburger SV uitgeschakeld.

## Oberliga
| Plaats | Club                    | Wed. | W  | G | V  | Saldo | Ptn   |
| ------ | ----------------------- | ---- | -- | - | -- | ----- | ----- |
| 1.     | Lübeck BV Phönix 1903   | 14   | 13 | 1 | 0  | 73:9  | 27:1  |
| 2.     | VfL Schwerin            | 14   | 9  | 2 | 3  | 41:27 | 20:8  |
| 3.     | Schweriner FC 03        | 14   | 5  | 3 | 6  | 25:31 | 13:15 |
| 4.     | Lübecker SV 1913        | 14   | 4  | 4 | 6  | 35:34 | 12:16 |
| 5.     | Oldesloer SV            | 14   | 5  | 2 | 7  | 15:36 | 12:16 |
| 6.     | FC Germania 1904 Wismar | 14   | 5  | 1 | 8  | 29:37 | 11:17 |
| 7.     | VfR Lübeck              | 14   | 5  | 1 | 8  | 27:53 | 11:17 |
| 8.     | Rostocker SC 1895       | 14   | 3  | 0 | 11 | 25:43 | 6:22  |

|  | Kampioen, geplaatst voor Noord-Duitse eindronde |
|  | Geplaatst voor Noord-Duitse eindronde           |
|  | Degradatie                                      |